# El Poblado

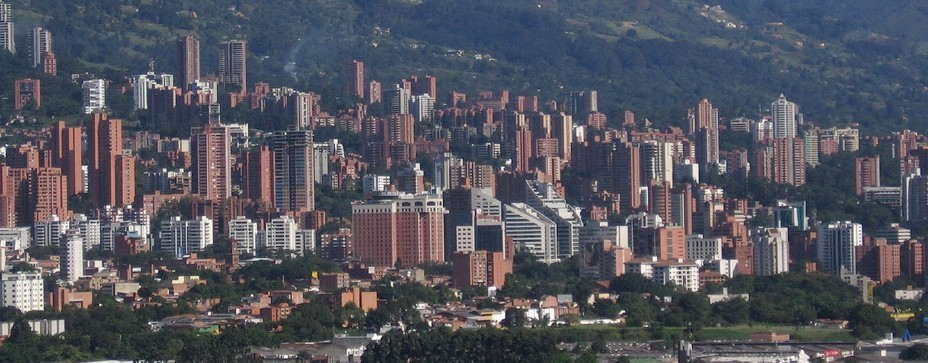
Vista de El Poblado.

El Poblado é a 14ª comuna da região metropolitana de Medellín, na Colômbia. Segundo um censo de 2005, a população era de 94.704 habitantes, distribuídos em uma área de 23 km² e, até o ano de 2015, tinha uma população de 128.839 habitantes.